# Teddy Lučić
Teddy Mark Sime Lučić (* 15. April 1973 in Biskopsgården, Göteborg) ist ein ehemaliger schwedischer Fußballspieler kroatisch-finnischer Abstammung. Der Abwehrspieler, der mit IFK Göteborg einmal den schwedischen Meistertitel gewann, nahm mit der schwedischen Nationalmannschaft an drei Weltmeisterschafts- und zwei Europameisterschaftsendrunden teil.

## Werdegang

### Karrierebeginn in Schweden
Lučić begann mit dem Fußballspielen bei Lundby IF. Nachdem er die verschiedenen Jugendmannschaften des Klubs durchlaufen hatte, debütierte er 1991 für den seinerzeit viertklassig antretenden Klub in den Herrenmannschaft. In der Division 3 Mellersta Götaland zeichnete er sich als offensivstarker Innen- und Außenverteidiger aus und erzielte in seinen zwei Jahren für den Göteborger Klub zehn Tore. Damit machte er höherklassig auf sich aufmerksam und verließ nach Ablauf der Spielzeit 1992, in der er mit der Mannschaft als Tabellenzweiter knapp den Aufstieg in die Drittklassigkeit verpasst hatte, den Klub in Richtung Allsvenskan.
Lučić blieb in seiner Heimatstadt Göteborg und unterschrieb einen Vertrag bei Västra Frölunda IF. An der Seite von Hans Blomqvist, Niklas Skoog und Milan Kuzeljevic lief er für den Klub aus dem Südwesten der Stadt in der ersten Liga auf. Nachdem die Mannschaft in der Spielzeit 1993 mit dem siebten Tabellenrang das bis dato beste Ergebnis der Vereinsgeschichte erreicht hatte, fand sie sich in den folgenden Jahren im Abstiegskampf wieder. 
Durch seine gute Leistungen hatte sich Lučić einen Stammplatz in der schwedischen U-21-Mannschaft gesichert. Als kurz vor dem Auftaktspiel der schwedischen A-Nationalmannschaft bei der Weltmeisterschaft 1994 die Stammkraft Jan Eriksson aufgrund einer Knieverletzung abreisen musste, nominierte Nationaltrainer Tommy Svensson ihn trotz mangelnder A-Länderspiel-Erfahrung als Ersatzspieler nach. Im Turnierverlauf blieb er ohne Einsatzminute und trug somit zum Erreichen des Halbfinales gegen den späteren Weltmeister Brasilien und dem Gewinn des Spiels um den dritten Platz durch einen 4:0-Erfolg die bulgarische Nationalmannschaft allenfalls moralisch bei. Dennoch gehörte er nach Abschluss der Endrunde zu den mit der Svenska-Dagbladet-Goldmedaille Ausgezeichneten.
Bis zu seinem Länderspieldebüt musste Lučić bis zum folgenden Sommer warten. Am 4. Juni 1995 setzte ihn Svensson bei der 0:1-Niederlage durch ein Tor von Edmundo in der Abwehrkette neben Pontus Kåmark, Joachim Björklund und dem Deutschland-Legionär Roger Ljung ein. In der Folge etablierte er sich als Stammkraft in der Abwehrreihe der schwedischen Landesauswahl. Auf Klubbasis verlief das Jahr wenig erfolgreich. Hatte sich die Mannschaft von Västra Frölunda IF im Vorjahr in den Relegationsspielen gegen Umeå FC noch den Klassenerhalt gesichert, stieg sie am Ende der Spielzeit 1995 als Tabellenletzte hinter Mitabstieger Hammarby IF in die Zweitklassigkeit ab.
Lučić verließ daraufhin den Verein und wechselte innerhalb Göteborgs zum Erstligarivalen IFK Göteborg. An der Seite von Spielern wie Niclas Alexandersson, Magnus Erlingmark, Mats Lilienberg und Martin Ulander errang er mit der Mannschaft in der Spielzeit 1996 mit zehn Punkten Vorsprung auf Vizemeister Malmö FF den Von-Rosens-Pokal für den schwedischen Meistertitel. Damit nahm der Klub an der Qualifikation zur UEFA Champions League 1997/98 teil, in der nach einem 3:0-Heimsieg und einem 1:1-Unentschieden gegen die Glasgow Rangers der Einzug in die Gruppenphase gelang. Dort scheiterte die Mannschaft als Schlusslicht hinter dem FC Bayern München, Beşiktaş JK und Paris Saint-Germain, wobei Lučić bei der 1:3-Heimniederlage gegen den deutschen Vertreter der Ehrentreffer für seinen Klub gelang. Nachdem er in der Liga mit der Mannschaft als Tabellenzweiter hinter Halmstads BK die Titelverteidigung verpasst hatte, trat er mit ihr in der Qualifikation zum UEFA-Pokal 1998/99 an. Obwohl der Göteborger Klub dort aufgrund der Auswärtstorregel an Fenerbahçe SK scheiterte, hatte er durch die Auftritte im Europapokal und nicht zuletzt als Auswahlspieler der schwedischen Nationalmannschaft international auf sich aufmerksam gemacht und wechselte nach Italien.

### Jahre im Ausland
Neuer Arbeitgeber Lučićs wurde ab Januar 1999 der in der Serie A antretende FC Bologna, bei dem mit Kennet Andersson und Klas Ingesson bereits zwei Landsmänner unter Vertrag standen. In der Abwehrreihe um Giovanni Bia, Massimo Tarantino und Pierre Womé kam er jedoch kaum zum Zug und bestritt bis Ende der Spielzeit 1998/99 acht Ligaspiele. Nachdem er in der ersten Hälfte der folgenden Saison lediglich bei der 0:4-Auswärtsniederlage beim AC Mailand zum Einsatz gekommen war, kehrte er im Januar 2000 nach Schweden zurück.
Lučić heuerte beim Traditionsverein AIK an, wo er mit einer Ablösesumme in Höhe von 7 Millionen schwedischen Kronen vor den drei weiteren Neuzugängen Andreas Alm, Sharbel Touma und Mattias Thylander die teuerste Neuverpflichtung war. Auf Anhieb etablierte er sich in der Stammformation des Klubs aus Solna und trug in der Spielzeit 2000 mit drei Toren in 22 Spielen zum Erreichen des UI-Cups als Tabellendritter der Allsvenskan bei. Im Sommer erreicht er mit der Mannschaft die Endspiele um den Svenska Cupen, die gegen Örgryte IS verloren gingen. Zudem nahm er mit der Nationalelf, die sich erstmals seit 1994 wieder für ein großes Turnier qualifiziert hatte, an der Europameisterschaft 2000 in Belgien und der Niederlande teil. In der vom Trainerduo Tommy Söderberg und Lars Lagerbäck betreuten Auswahl kam er im Turnierverlauf zu zwei Einsätzen, schied aber mit der Mannschaft als Gruppenletzter bereits in der Vorrunde aus.
Im Sommer 2001 zog Lučić mit AIK erneut ins Pokalfinale ein, dieses Mal verlor die Mannschaft gegen IF Elfsborg im Elfmeterschießen. Nach einem weiteren dritten Platz in der Allsvenskan meldeten erneut ausländische Vereine Interesse an einer Verpflichtung des Abwehrspielers. Bei einem Länderspiel im Rahmen der Qualifikation zur Weltmeisterschaft 2002 gegen die englische Nationalmannschaft fiel er Terry Venables, dem Trainer von Leeds United, auf. Nachdem er in der Spielzeit 2002 in 16 Spielen für AIK in der Allsvenskan aufgelaufen war, wechselte er im Anschluss an das Weltmeisterschaftsturnier in Asien, bei dem er alle vier Endrundenpartien bestritt, Ende August auf Leihbasis in die Premier League. 
In England spielte Lučić für den bis dato dreifachen Meister an der Seite von Dominic Matteo, Ian Harte, Gary Kelly und dem in der Winterpause von Real Madrid verpflichteten Raúl Bravo in der Abwehrreihe. Zu Saisonbeginn gehörte Lučić weitgehend zur Stammformation. Die Saison des kurz zuvor noch in der Champions League angetretenen Klubs verlief jedoch enttäuschend, so dass Venables im März durch Peter Reid ersetzt wurde. Unter dessen Leitung konnte Lučić sich nicht durchsetzen und rückte ins zweite Glied. Bis Ende März hatte er 17 Erstligaspiele für den Klub absolviert und bei der 2:3-Niederlagege gegen den FC Chelsea am 28. Januar 2003 seinen einzigen Treffer auf der Insel erzielt. 
Am Ende der Spielzeit verließ Lučić nach Ablauf der Leihfrist den Tabellenfünfzehnten. Anschließend wechselte er in die deutsche Bundesliga zu Bayer 04 Leverkusen, wo er einen Zwei-Jahres-Kontrakt unterschrieb. Beim UEFA-Pokalsieger von 1988 konnte er sich nicht in der Stammformation etablieren und blieb hinter der Abwehrformation um Diego Placente, Juan, Hanno Balitsch und Lúcio hauptsächlich Ersatzmann. Nach elf Bundesligapartien, in denen er viermal in der Startformation stand, gehörte er dennoch als einziger Bundesliga-Legionär im schwedischen Kader zum Aufgebot der Nationalmannschaft für die Europameisterschaft 2004. Dort war er im Gegensatz zum Verein als Stammspieler gesetzt, kam aber nach einer Rippenverletzung im Auftaktspiel gegen Bulgarien nur zu einem Einsatz. Im Anschluss an das Turnier manifestierte sich seine Ersatzspielerrolle bei Bayer, so dass er bis zur Winterpause ohne Einsatz blieb und zeitweise nicht mehr zum Kader an Spieltagen gehörte. Daher trennten sich im Dezember 2004 die Wege von Lučić und Bayer 04 Leverkusen.

### Rückkehr nach Schweden

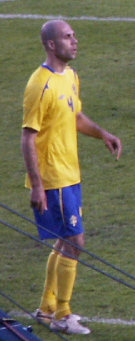
Teddy Lučić im Juni 2006 beim WM-Vorbereitungsspiel gegen Chile im Råsunda

Lučić kehrte zur Allsvenskan-Spielzeit 2005 nach Schweden zurück. In seiner Heimatstadt Göteborg unterschrieb er einen Vertrag beim Erstligaaufsteiger BK Häcken. An der Seite vom ebenfalls neu verpflichteten dänischen Mittelfeldspieler Stig Tøfting sollte er dem Klub im Kampf um den Klassenerhalt helfen. Dies gelang im ersten Jahr mit einem achten Platz, in der folgenden Spielzeit geriet er jedoch mit dem Verein in akute Abstiegsgefahr.
Dennoch gehörte Lučić bei der Weltmeisterschaft 2006 in Deutschland ebenso wie bei den vorhergehenden Endrundenturnieren dem Kader der Nationalmannschaft an. Gemeinsam mit Olof Mellberg bildete er die Innenverteidigung der Landesauswahl, die einzig beim 2:2-Unentschieden gegen England in der Gruppenphase Gegentore kassierte. Als Gruppenzweiter traf die Auswahlmannschaft im Achtelfinale auf Deutschland und schied nach einer 0:2-Niederlage, bei der Lučić nach einer Gelb-Roten Karte in der ersten Spielhälfte des Feldes verwiesen wurde, durch zwei Tore von Lukas Podolski aus dem Turnier aus. Nachdem er seine Sperre beim folgenden Pflichtspiel im Rahmen der Qualifikation zur Europameisterschaft 2008 beim 1:0-Auswärtserfolg gegen die lettische Nationalmannschaft abgesessen hatte, bestritt er sein 86. Länderspiel beim 3:1-Erfolg über die Liechtensteiner Nationalmannschaft durch Tore des zweifachen Torschützen Marcus Allbäck und Markus Rosenberg bei einem Gegentreffer von Mario Frick. Dies war zugleich sein letzter Auftritt im Nationaljersey.
Am Ende der Spielzeit belegte Lučić trotz sechs erzielter Saisontreffer mit der Mannschaft nur den Relegationsplatz vor Östers IF und dem Lokalrivalen Örgryte IS. Dort scheiterte der Klub an IF Brommapojkarna aus Stockholm und musste in die Superettan absteigen. Dennoch entschied er sich im Februar 2007 zur Vertragsverlängerung beim Absteiger. In der anschließenden Zweitligaspielzeit 2007 gehörte er weiterhin zu den Stammkräften des Göteborger Vereins und lief in 24 der 30 Saisonpartien auf. Nachdem er mit dem Klub als Tabellenvierter hinter IFK Norrköping, Ljungskile SK und GIF Sundsvall den direkten Wiederaufstieg verpasst hatte, entschied er sich zum Vereinswechsel.
Anfang Januar gab IF Elfsborg auf einer Pressekonferenz die Verpflichtung Lučićs bekannt, der beim Klub aus Borås einen Vertrag mit zweijähriger Laufzeit zuzüglich Option auf einjährige Verlängerung unterschrieb. Bei seinem neuen Klub erhielt er die Rückennummer „15“. In der Mannschaft um Spieler wie Stefan Ishizaki, Daniel Mobaeck und Anders Svensson etablierte er sich auf Anhieb als Stammspieler. Nachdem er im ersten Jahr in 29 der 30 Erstligapartien zur Vizemeisterschaft beigetragen hatte, lief er in der Spielzeit 2009 in 25 Ligaspielen auf. In der anschließenden Spielzeit wurde er vermehrt von Verletzungen gebremst, letztlich standen elf Einsätze zu Buche. Kurz vor Ende der Spielzeit kündigte er im Oktober 2010 seinen Rücktritt vom aktiven Fußball zum Saisonende an.